# 얼 에비
얼 윌리엄 에비(영어: Earl William Eby, 1894년 11월 18일 - 1970년 12월 14일)는 미국의 육상 선수로 1920년 하계 올림픽 800m에서 은메달을 땄다.
그는 일리노이주 오로라에서 태어났지만, 시카고의 고등학교에 다녔다. 그는 1916년에 펜실베이니아 대학교에 들어갔다.
그는 펜실베이니아주 밸리포지에서 사망했다.